# Championnat de La Réunion de football 1959
Le Championnat de La Réunion de football 1959 était la 10e édition de la compétition qui fut remportée par la JS Saint-Pierroise.

## Classement

### Zone St-Denis-St-Benoit (Nord)
| Rang | Équipe                    | Pts | J  | G | N | P | Bp | Bc | Diff |
| ---- | ------------------------- | --- | -- | - | - | - | -- | -- | ---- |
| 1    | SS Juniors Dionysiens     | 34  | 14 |   |   |   |    |    |      |
| 2    | SS Escadrille             | 34  | 14 |   |   |   |    |    |      |
| 3    | SS Jeanne d'Arc           | 34  | 14 |   |   |   |    |    |      |
| 4    | SS Patriote               | 30  | 14 |   |   |   |    |    |      |
| 5    | SS Royal Star (P)         | 30  | 14 |   |   |   |    |    |      |
| 6    | SS Jeunesse Musulmane (P) | 23  | 14 |   |   |   |    |    |      |
| 7    | SS Franco (P)             | 20  | 14 |   |   |   |    |    |      |
| 8    | US Bénédictine (P)        | 17  | 14 |   |   |   |    |    |      |

|  | Relégation en 2e division |

### Zone St Pierre (Sud)
| Rang | Équipe                       | Pts | J  | G | N | P | Bp | Bc | Diff |
| ---- | ---------------------------- | --- | -- | - | - | - | -- | -- | ---- |
| 1    | JS Saint-Pierroise (C)       | 33  | 12 |   |   |   |    |    |      |
| 2    | SS Charles de Foucauld       | 33  | 12 |   |   |   |    |    |      |
| 3    | SS Saint-Louisienne (T)      | 26  | 12 |   |   |   |    |    |      |
| 4    | SS Excelsior (P)             | 24  | 12 |   |   |   |    |    |      |
| 5    | SS Cadets Saint-Pierrois (P) | 21  | 12 |   |   |   |    |    |      |
| 6    | SS Indépendente              | 14  | 12 |   |   |   |    |    |      |
| 7    | SS Faucons                   | 12  | 12 |   |   |   |    |    |      |
| 8    | APECA Sports (P)             |     |    |   |   |   |    |    |      |

|  | Relégation en 2e division |

Au cours de cette saison, le 28 juin voit la plus large victoire du championnat de la Réunion : SS Faucons - JS St Pierroise 0-22!.

### Demi-finales
Les deux premiers de chaque groupe s'affrontent en demi-finale : 
- JS St Pierroise (1er du groupe Sud) 4-1 SS Juniors Dionysiens (1er du groupe Nord)
- SS Charles de Foucauld (2e du groupe Sud) 4-2 SS Escadrille (2e du groupe Nord)

### Finale
- JS St Pierroise 4-2 ap SS Charles de Foucauld